# Leslie Stuart
Leslie Stuart (eigentl.: Thomas Augustine Barrett, aka Lester Thomas; * 15. März 1864 in Southport; † 27. März 1928 in Richmond/Surrey) war ein englischer Komponist.
Stuart trat in seiner Kindheit als Pianist im Ship Inn in Manchester auf. Von 1878 bis 1885 war er Organist an der römisch-katholischen Kathedrale St John's in Salford, danach bis 1892 an der Church of the Holy Name in Manchester. Daneben wurde er als Komponist populärer Songs wie The Bandolero Lily of Laguna, Little Dolly Daydream, Sweetheart May, Is Your Mamie Always with You?  und Soldiers of the Queen bekannt, von denen einige von Eugene Stratton gesungen wurden. Als Konzertveranstalter präsentierte er Ignacy Paderewski mit seinen ersten Auftritten in Großbritannien sowie Fanny Moody.
Seine ersten Theatererfahrungen sammelte Stuart am Theater von Manchester, für das er eine Songs und Schauspielmusiken schrieb. Für eine Aufführung von Aladdin 1896 in Liverpool komponierte er mehrere Songs für Lottie Collins. Weitere Titel schrieb er für die Musicals Louisiana Lou, The Circus Girl, The Ballet Girl und The Yashmak.
In Zusammenarbeit mit dem Librettisten Owen Hall entstand Stuarts erfolgreichstes Werk, die Operette Floradora, die von Tom B. Davis 1899 auf die Bühne des Lyric Theatre gebracht wurde und ab dem Folgejahr in den USA mehr als 550 Aufführungen hatte. Es folgten weitere erfolgreiche Werke, darunter  The Silver Slipper (1901), The School Girl (1903), The Belle of Mayfair (1906), Havana (1908) und Captain Kidd (nach einem Libretto von Seymour Hicks, 1910). Seine Erfolge führten dazu, dass ihn George Edwardes als Nachfolger des Duos Ivan Caryll/Lionel Monckton an das Gaiety Theatre holte.
1911 wurde Peggy am Gaiety Theatre aufgeführt, und im gleichen Jahr schrieb Stuart sein einiges Broadway-Musical The Slim Princess (mit Elsie Janis in der Titelrolle). In der Folgezeit komponierte er einige Nummern für die Broadwayproduktion The Queen of the Movies, für Mark Blows Tourprogramm Tow (1919) und die Aufführung von Jenny (1922) am Empire Theatre. Seine letzten Werke Nina und The Girl from Nysa blieben unaufgeführt. Seine Tochter May Leslie Stuart wurde als Sängerin bekannt.